# 경성당
경성당은 대한민국 경기도 안산시 상록구에 있는, 진주유씨 21세손인 유신(1748~1790)의 아들 유중서(1779~1846)가, 둘째 아들 유방[1823~1887]이 살림을 낼 때 지은 집이다. 2019년 9월 21일 안산시의 향토유적 제32호로 지정되었다.

## 개요
경성당은 진주유씨 21세손인 유신(1748~1790)의 아들 유중서(1779~1846)가, 둘째 아들 유방[1823~1887]이 살림을 낼 때 지은 집이다. 원래 정재골에 있는 진주유씨 18세손 유명천·유명견 형제가 공부하던 서실인데, 후에 유원성이 차명하여 당호로 썼다.
본 가옥은 1850년경 건립된 가옥으로, 안채는 약 200여 년 전에 지어졌고 사랑채는 약 170여 년 전에 지어졌다. 아래채는 약 25년 전 철거되고, 그 자리에서 동쪽으로 조금 물러난 자리에 시멘트 건물 한 채를 세웠다. 사랑채는 원래의 모습을 유지하고 있으나 안채 또한 약 25년 전에 철거하고 서울에 있던 한옥을 이건하였다. 안채의 재목은 서울의 미아리와 종로구 당주동에 있던 헌 한옥에서 많이 가져다 썼으며, 들보는 인천에서 구입한 수입목[미송]으로 대신하였다.
원래는 사랑채 동남쪽에 각 1칸씩의 잿간과 뒷간, 그리고 3칸의 헛간으로 구성된 헛간채가 따로 있었고, 노비들이 기거하던 4채의 행랑채도 있었다. 또 사랑 마당 남쪽에 330.58㎡에 이르는 넓은 연못이 있었으나 사랑채 누마루 곁에 있는 우물물이 줄어들어 급수가 어려워지는 바람에 40여 년 전 밭으로 만들었다.
경성당은 19세기 경기도 안산 지역의 양반 사회 주거 양식을 보여 주는 중요한 문화적 자료가 되고 있다.